# قائمة حلقات تمالك نفسك سكوبي دو

هذه هي قائمة حلقات مسلسل كرتون نتورك تمالك نفسك سكوبي دو بدأ عرضه في الوطن العربي في 05 ديسمبر 2015 وحتى الآن وهو احدث مسلسلات سلسلة سكوبي دو

## نظرة على السلسلة
| رقم الموسم | عدد الحلقات | تاريخ بداية البث العربي | تاريخ نهاية البث العربي |
| ---------- | ----------- | ----------------------- | ----------------------- |
| 1          | TBA         | 05 ديسمبر 2015          | قريبا                   |

## الحلقات

### الموسم 1 (2015-2016)
| رقم | اسم الحلقة               | تاريخ البث (العالم العربي) |
| --- | ------------------------ | -------------------------- |
| 1   | اللغز                    | 6 ديسمبر 2015              |
| 2   | احتفل كأنه عام 1899      | 7 ديسمبر 2015              |
| 3   | لعبة الدجاج              | 8 ديسمبر 2015              |
| 4   | كن هادئا يا سكوبي دو     | 9 ديسمبر 2015              |
| 5   | الصراع على الماء         | 10 ديسمبر 2015             |
| 6   | صرخة مغنية الاوبرا       | 13 ديسمبر 2015             |
| 7   | إذا لم تستطع تغيير الوقت | 14 ديسمبر 2015             |
| 8   | رعب المطبخ               | 15 ديسمبر 2015             |

- معلومات عن الحلقات

1. "اللغز" (Mystery 101 ميستري 101): تذهب مجموعة سكوبي إلى جامعة كينغزتون، التي تعتبر من أهم الجامعات في العالم، من أجل مقابلة فيلما، ويوكلهم عميد الجامعة بمهمة حل لغز شبح إيلاياس كينغزتون الذي يرعب التلاميذ الجدد.
2. "احتفل وكأنه عام 1899" (Party Like It's 1899 بارتي لايك إتس 1899): تشترك مجموعة سكوبي في حفلة تنكرية لحل لغز الكونت بدون رأس، بينما كونت بدون رأس حقيقي يختطف الضيوف.
3. "لعبة الدجاج" (Game of Chicken غيم أوف تشيكن): يتلقى فريد رسالة من صديقه المتهور تشاك، ويأخذ المجموعة إلى كهوف زاتاري الضائعة من أجل إنقاذ صديقه.
4. "كن هادئاً يا سكوبي دو" (Be Quiet Scooby-Doo! بي كواييت سكوبي دو!): تذهب مجموعة سكوبي إلى شركة المظلة البلورية لتحل لغز وحش البلورات، أثناء التزامهم الصمت التام كي لا تنكسر البلورات.
5. "صراع على الماء" (All Paws on Deck أول بوز أون ديك): تركب مجموعة سكوبي سفينة ابن عم فريد، لكن أثناء الرحلة، يتعرضون لهجوم مخلوقات بحرية شرسة.
6. "صرخة مغنية الأوبرا" (Screama Donna سكريما دونا): تأخذ مجموعة سكوبي دور فرقة روك لتحل لغز شبح مغنية الأوبرا التي ترعب من يحاول العزف في مسرحها.
7. "إذا لم تستطع تغيير الوقت" (If You Can't Scooby-Doo the Time, Don't Scooby-Doo the Crime إف يو كانت سكوبي دو ذا تايم، دونت سكوبي دو ذا كرايم): تزور مجموعة سكوبي سجن ذو حراسة مشددة، حيث يقوم شبح ستيلين ستان بإخافة الموجودين في السجن.
8. "رعب المطبخ" (Kitchen Frightmare كيتشن فرايتمير): تزور مجموعة سكوبي مطعم الجبن الذي يملكه أحد معارف شاغي وسكوبي، خلال تعرضه لهجوم يتي قبل ليلة افتتاحه.